# NGC 721
NGC 721 é uma galáxia espiral barrada (SBbc) localizada na direcção da constelação de Andromeda. Possui uma declinação de +39° 22' 59" e uma ascensão recta de 1 horas, 54 minutos e 45,4 segundos.
A galáxia NGC 721 foi descoberta em 27 de Agosto de 1862 por Heinrich Louis d'Arrest.